# Los Tres Tristes Tigres y Marlene
Los Tres Tristes Tigres y Marlene fue lanzado por la discográfica Top-Hits en el año 2001, en un compilatorio de 20 temas de los cuales todos fueron grandes éxitos en la década de los 70 y 80. En éste álbum se encuentran diversos temas del grupo Los Tres Tristes Tigres y del grupo Los Tigres.

## Datos del álbum
Los Tigres
Temas: 02, 04, 06, 09, 11, 13, 15, 17, 19.
- Vocalista: Marlene
- Guitarra y Vocalista: Humberto Becerra
- Bajo y Vocalista: Alfredo Cabrera

Los Tres Tristes Tigres
Temas: 01, 03, 05, 07, 08, 10, 12, 14, 16, 18, 20.
- Guitarra y vocalista: Douglas Herrera
- Guitarra y vocalista: Humberto Becerra
- Bajo: Alfredo Cabrera
- Chelo: Nelson Bautista

## Temas
| Los tres tristes tigres y Marlene |                                               |          |  |
| N.º                               | Título                                        | Duración |  |
| 1.                                | «Matrimonio» (Los Tres Tristes Tigres)        |          |  |
| 2.                                | «Como Poder Olvidarte» (Los Tigres)           |          |  |
| 3.                                | «Pequeña Niña» (Los Tres Tristes Tigres)      |          |  |
| 4.                                | «Cantar» (Los Tigres)                         |          |  |
| 5.                                | «Amarra Una Cinta» (Los Tres Tristes Tigres)  |          |  |
| 6.                                | «Hasta Mañana» (Los Tigres)                   |          |  |
| 7.                                | «Sweet City Woman» (Los Tres Tristes Tigres)  |          |  |
| 8.                                | «Nina La Bailarina» (Los Tres Tristes Tigres) |          |  |
| 9.                                | «Rayando Las Paredes» (Los Tigres)            |          |  |
| 10.                               | «La Picarona» (Los Tres Tristes Tigres)       |          |  |
| 11.                               | «Quédate Un Poco Más» (Los Tigres)            |          |  |
| 12.                               | «Aquí Estaré» (Los Tres Tristes Tigres)       |          |  |
| 13.                               | «Nadie Necesita A Nadie» (Los Tigres)         |          |  |
| 14.                               | «Dum Dum» (Los Tres Tristes Tigres)           |          |  |
| 15.                               | «El calor De Tu Mirada» (Los Tigres)          |          |  |
| 16.                               | «Sólo Tu» (Los Tres Tristes Tigres)           |          |  |
| 17.                               | «Que Te Me Vas» (Los Tigres)                  |          |  |
| 18.                               | «Caramelo» (Los Tres Tristes Tigres)          |          |  |
| 19.                               | «El Errante» (Los Tigres)                     |          |  |
| 20.                               | «Solo Otra Vez» (Los Tres Tristes Tigres)     |          |  |